# Isochlora xanthisma
Isochlora xanthisma är en fjärilsart som beskrevs av Chen 1993. Isochlora xanthisma ingår i släktet Isochlora och familjen nattflyn. Inga underarter finns listade i Catalogue of Life.